# Corredor bioceânico

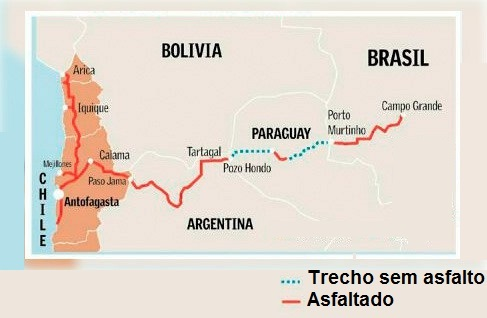
Rota Bioceânica entre Brasil, Paraguai, Argentina e Chile, traçado da rodovia decidido em 2017

O Corredor Bioceânico e a Ferrovia Bioceânica são projetos da Iniciativa para a Integração da Infraestrutura Regional Sul-Americana (IIRSA), que visam interligar os litorais do Oceano Atlântico e o Oceano Pacífico no Cone Sul da América do Sul.

## Corredor Bioceânico
A ideia inicial era de que o Corredor Bioceânico constituir-se-ia de aproximadamente 4 mil km de rodovias que atravessariam o continente sul-americano no sentido leste-oeste, a partir do Porto de Santos, cortando a Bolívia e chegando aos portos chilenos como o Porto de Arica e o Porto de Iquique. Assim os bolivianos poderiam dispor de maior facilidade de transporte e acesso para o mar.
Em agosto de 2017 ocorreu a 2ª Expedição da Rota da Integração Latino Americana, partindo de Campo Grande e percorrendo toda sua extensão até os portos chilenos de Iquique e Antofagasta, parada final. A rota passou por 4 países: Brasil, Paraguai, Argentina e Chile. A 1ª Expedição percorreu o trajeto atravessando pela Bolívia, até os portos chilenos. Devido ao histórico recente com o governo boliviano, decidiu-se que a rota deve seguir via Paraguai e Argentina. A ideia era de que o corredor fosse terminado em 2022. A maior parte do trabalho deverá ser realizada pelo Paraguai, que precisará implantar e/ou asfaltar mais de 600 km de rodovias (a maioria do trecho tendo que ser implantado do zero). O trajeto terá 2400 km entre Campo Grande e Antofagasta.

### Benefícios
- Economia: A rota deve diminuir em até 2 semanas o tempo de viagem das exportações do Centro-Oeste do Brasil até a China e Japão. Com a rota, parte da produção brasileira, que atualmente deixa o país pelos portos de Santos e Paranaguá, será exportada pelos portos chilenos a preços mais baixos.[7]
- Turismo: Servirá de ligação para vários destinos turísticos: o Pantanal sul-mato-grossense, a entrada das Cordilheiras dos Andes, em Jujuy, Argentina; o Deserto de Atacama, no Chile (ligando a área mais alagada do planeta, o Pantanal, à área mais árida do planeta), entre outros.[8]

### Obras em andamento
Para viabilizar a rota, está sendo construída com os recursos oriundos de Itaipu Binacional uma ponte sobre o Rio Paraguai entre a cidade brasileira de Porto Murtinho e Carmelo Peralta, no Paraguai. Também será ampliada a BR-267 no Mato Grosso do Sul e construído o acesso à cabeceira da ponte.
Já o Governo Paraguaio dividiu a obra em seu território em 3 lotes: 
- O primeiro já foi finalizado, de cerca de 270 km, ligando Carmelo Peralta, na divisa com o Brasil, a Loma Plata, no meio do país.[12]
- O segundo trecho liga Loma Plata a Mariscal José Félix Estigarribia,
- O terceiro trecho liga Mariscal José Félix Estigarribia a Pozo Hondo, na divisa com a Argentina, trecho de 227 km.[13][14]

### Obras futuras
- Nova ponte sobre o rio Pilcomayo, ligando Pozo Hondo (Paraguai) a Misión La Paz (Argentina);
- Trecho rodoviário ligando Missión La Paz a Tartagal, na província de Salta, Argentina;
- Ampliação portuária e rodoviária no acesso dos portos chilenos: Porto de Antofagasta, Porto de Mejillones, Porto de Iquique e Porto de Arica.

## Ferrovia Bioceânica
Já a Ferrovia Bioceânica tem como antecedentes e alternativas, estudos de 1938 sobre a Estrada de Ferro Brasil-Bolívia partindo do Porto de Santos, e segue pela Linha Tronco (Estrada de Ferro Noroeste do Brasil), que passa por Corumbá, no Mato Grosso do Sul e segue por Santa Cruz de la Sierra, na Bolívia.
Há também o projeto de conexão entre os dois litorais pelo "Corredor Ferroviário Bioceânico Paranaguá–Antofagasta", do Eixo Capricórnio da IIRSA, que parte do Porto de Paranaguá, no litoral paranaense e chegará ao Porto de Antofagasta, no litoral chileno, passando pelo Paraguai e pelo norte da Argentina.

### Ferrovia Transoceânica
No Brasil, a ideia do corredor bioceânico remonta ao projeto de ferrovia denominada Ferrovia Transulamericana, idealizada na década de 1950, com o objetivo de ligar o Oceano Atlântico ao Pacífico, entre o Peru e o litoral da Bahia. A concepção incluía a implantação de um porto em Campinho, na baía de Camamu, pelas características oceanográficas favoráveis. O trajeto ligando o litoral baiano e a região oeste foi defendido por Vasco Azevedo Neto durante sua vida como deputado federal, engenheiro civil e professor universitário.
O projeto não avançou durante décadas até ser incluído no Plano Nacional de Viação por meio da Lei 11 772, de 17 de setembro de 2008, durante o segundo mandato do presidente Luiz Inácio Lula da Silva, como "Ferrovia Transoceânica". Entretanto, foi dividido nas seguintes partes: Ferrovia de Integração Oeste-Leste (FIOL, EF-334, Ilhéus/BA–Figueirópolis/TO), Ferrovia de Integração do Centro-Oeste (FICO, EF-246 ou EF-354, Uruaçu/GO–Vilhena/RO) e um trecho entre Campinorte (GO) até o Porto do Açu (RJ).
Designada como EF-354 (também identificada como EF-246), uma ferrovia diagonal em bitola larga (de 1,6 metro), foi dividida em três grandes trechos no território brasileiro:
- O primeiro entre o Porto do Açu, no litoral do Rio de Janeiro e a Ferrovia Norte-Sul;
- O segundo trecho entre a Ferrovia Norte-Sul, em Campinorte (GO) e Porto Velho (RO), as margens do Rio Madeira;
- O terceiro entre Porto Velho (RO) e Cruzeiro do Sul (AC) (Fronteira Brasil-Peru).

A Lei 11.772 também outorgou à VALEC a construção, uso e gozo do trecho da ferrovia entre Campinorte (GO) e Porto Velho (RO), chamada Ferrovia de Integração do Centro-Oeste (FICO), que foi tratado como trecho prioritário devido a outros interesses nacionais envolvidos. Entre Campinorte (GO) e Vilhena (RO) são 1 641 quilômetros, além da extensão de aproximadamente 770 quilômetros até Porto Velho.
Até 2009 somente o trecho entre Campinorte (GO) e Vilhena (RO) teve seu pré-projeto concluído e foram estimados que a extensão desse trecho será de 1 641 quilômetros a um custo de 5,25 bilhões de reais em bitola larga, permitindo uma velocidade de até 120 quilômetros por hora. O início da construção da ferrovia, estava previsto para o mês de abril de 2011, segundo o presidente da VALEC (que está a cargo da construção) Mas atualmente as obras não começaram.
Em 2014, uma parceria foi acertada pela ex-presidente Dilma Rousseff e os governos peruano e chinês, para o financiamento e o compartilhamento dos estudos da construção da ferrovia. Em junho de 2015, o governo chinês aprovou o financiamento da obra pelo AIIB (banco de infraestrutura chinês), porém aceitou financiar somente o trecho entre a Ferrovia Norte-Sul e o litoral do Oceano Pacífico, deixando de fora o trecho entre a FNS e o litoral fluminense (até o Porto do Açu). A construção seria iniciada ainda em 2015, porém o prazo previsto não foi cumprido.
Após as reuniões de governantes do G20, na China em setembro de 2016, o Governo Chinês entrou em acordo com o Governo Brasileiro, prometendo investimentos múltiplos no país sul-americano, entre os quais, a efetiva construção da Ferrovia Transoceânica, a qual naquele momento já possuía o projeto de análise de viabilidade econômica concluído, que abrirá a rota de exportação pelo Pacífico, barateando custos de transporte de minérios e grãos para o país asiático.